# Kybartai (stacja kolejowa)
Kybartai – stacja kolejowa w Kibartach, w rejonie wyłkowyskim, w okręgu mariampolskim, na Litwie. Jest to litewska stacja graniczna na granicy z Rosją.

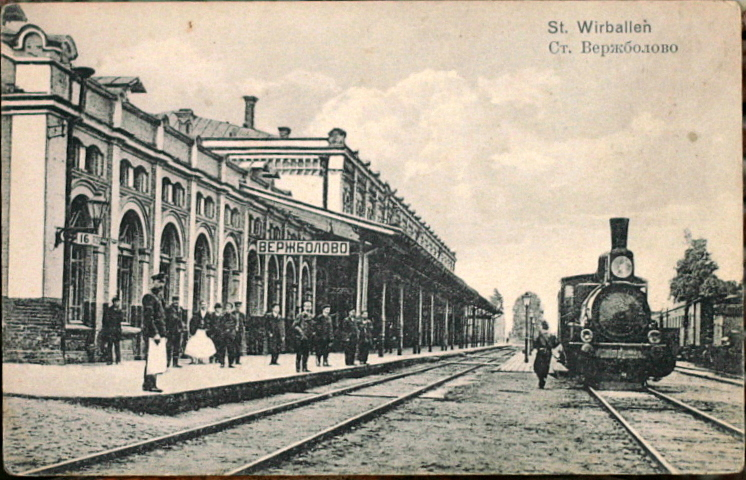
Stary dworzec na stacji Wierżbołowo (około 1900)

## Historia
Stacja została otwarta w 1851 roku na linii łączącej Berlin i Petersburg, jako najdalej na północ wysunięta rosyjska stacja graniczna na granicy z Prusami, a następnie z Niemcami. Jej nazwę zaczerpnięto od pobliskiego miasta Wierzbołowa. Kończyła się tutaj szerokotorowa linia biegnąca od stacji Kolei Warszawsko-Petersburskiej Wilno, łącząc się z normalnotorową Pruską Koleją Wschodnią. Stacja otrzymała szczególnie okazały budynek dworcowy.
Po I wojnie światowej znalazła się na Litwie, pozostając stacja graniczna na granicy z Niemcami. Została wówczas nazwana po litewsku Virbalis, a później przyjęła obecną nazwę od miasta Kibarty, na którego terytorium się znajduje. Pod koniec II wojny światowej, wspaniały budynek dworca został wysadzony przez jednostkę Armii Czerwonej, która miała zniszczyć budynek stacji w Eytkunach, ale doszło do pomyłki. Po wojnie zbudowano nowy, prostszy budynek. 
Po II wojnie światowej, w związku ze znalezieniem się terenów po obu stronach dawnej granicy w Związku Sowieckim, stacja utraciła status stacji granicznej oraz położenie na styku torów o różnej szerokości. Od upadku ZSRR stacja ponownie jest stacją graniczną pomiędzy rosyjskim obwodem królewieckim i Litwą, z Rosją tym razem po zachodniej stronie granicy.